# Ponte Ladrone
Il ponte Ladrone, o dei Ladroni, era un ponte romano della via Traiana, situato lungo il tratto fra Forum Novum e Aequum Tuticum.
I suoi resti ricadono nell'attuale territorio comunale di Sant'Arcangelo Trimonte, in provincia di Benevento, al confine con Buonalbergo e Paduli. Il ponte attraversava un fondovalle solcato da un modesto corso d'acqua, il fosso della Ferrara. I ruderi rimanenti consistono nei nuclei interni di alcuni piloni.
Il ponte è incluso nel sito Patrimonio dell'Umanità UNESCO Via Appia. Regina Viarum, in quanto parte del tratto denominato "L'Appia Traiana da Beneventum a Aequum Tuticum".

## Descrizione
Thomas Ashby e Robert Gardner, ripercorrendo questo tratto di via Traiana nel 1913, ne riconobbero il percorso, che affrontava una serie di importanti salite e ridiscese fra i rilievi collinari. A est di Forum Novum, gli studiosi distinsero solo una parte di alcuni miseri avanzi di strutture, riferibili a tre ponti di piccole dimensioni, che varcavano altrettanti rivoli. Poi la strada, ricalcata dall'attuale confine fra Paduli e Sant'Arcangelo Trimonte, risaliva e quindi discendeva verso il fosso della Ferrara.
Ashby e Gardner rilevarono che la strada, nel corso della discesa, virava verso nord-est e per circa 40 m si appoggiava su una sopraelevazione, ampia circa 10 m. Giungeva quindi al ponte Ladrone, di cui sono attualmente visibili solo due piloni con monconi del timpani sovrastanti; o meglio, restano i loro nuclei interni in opera cementizia, costituiti da ciottoli fluviali legati a malta. I ruderi erano notevolmente più abbondanti ancora alla fine del XVIII secolo, come testimoniato dalle parole di Tommaso Vitale: «composto di più archi, e di quel materiale, gusto ed Architettura del sopra descritto Ponte delle Chianche. Ma di detto Ponte ladrone altro non è rimasto, se non che alcuni semi-archi, pochi pilastri, e il basamento di smisurate pietre di taglio impiombate».
Il primo pilone, che forse era preceduto da un'arcata, appare ampio circa 1,5 m. Fra i due piloni era un'arcata lunga circa 3 m. Il secondo pilone ha una forma tozza e irregolare, perché in sua corrispondenza la strada virava di nuovo, descrivendo un angolo di 65° e proseguendo in direzione est-sud-est. È largo circa 7,1 m, ma completo del paramento murario perduto poteva raggiungere circa 8 m. Di fatto tale pilone svolgeva la funzione di spalla per le strutture principali del ponte, che Ashby e Gardner poterono apprezzare, ma non sono attualmente visibili: in particolare, fra questo punto e la spalla opposta, essi rilevarono tracce di un altro pilone, che separava due luci ampie 10 m e 14 m rispettivamente; sotto la seconda passava il corso d'acqua. Gli studiosi non esclusero che in realtà potesse esserci un ulteriore pilone, a dividere quest'ultima luce a metà. Dunque, complessivamente il ponte Ladrone era caratterizzato da una peculiare struttura ad angolo, segno particolarmente tangibile di come le opere ingegneristiche lungo la via Traiana si adattassero di volta in volta alla natura del territorio.
Il pilone che i due archeologi videro, e oggi scomparso, era ampio 3,45 m. Ne poterono distinguere parte del paramento in laterizi ma soprattutto di quello alla base in opera quadrata, completo di un tagliacque sopra corrente dalla forma arrotondata. I blocchi calcarei erano collegati l'uno all'altro tramite agganci metallici.
Oltre il ponte Ladrone, la via Traiana affrontava una nuova, ripida salita; poi discendeva verso un altro ponte di cui restano pochissimi ruderi, noto come ponte San Marco.